# الخراب (المحابشة)

تعديل مصدري - تعديل

الخراب هي إحدى قرى عزلة المخاويس بمديرية المحابشة التابعة لمحافظة حجة، بلغ تعداد سكانها 113 نسمة حسب تعداد اليمن لعام 2004.